# Leyla Aliyeva (apresentadora)
Leyla Aliyeva Embaixador(a) da boa vontade da FAO (em azeri: Leyla Əliyeva, nascida em 1986, em Bacu) é uma apresentadora e comentarista de televisão azeri. De 22, 24 e 26 maio de 2012 apresentou o Festival Eurovisão da Canção 2012, em Bacu, Azerbaijão, com Eldar Gasimov e
Nargiz Birk-Petersen.
Leyla Aliyeva formou-se na Academia de Música de Bacu com uma licenciatura em Regência de Corais e é mestre em música. Em 2004, enquanto participava no seu primeiro ano de graduação, ela foi contratada pela televisão Ictimai para trabalhar no Departamento de Música, Artes e Entretenimento. Em 2007 começou a cobrir as notícias sobre o Festival Eurovisão da Canção e logo se tornou parte da equipa da Eurovisão da Ictimai. Apresentou a final nacional do Azerbaijão para a Eurovisão com Husniyya Maharramova em 2011 e em 2012.
Ela é casada com outro funcionário que trabalha como diretor do Íctimai e tem uma filha.